# Liste der Kulturdenkmäler in Aach (bei Trier)
In der Liste der Kulturdenkmäler in Aach sind alle Kulturdenkmäler der rheinland-pfälzischen Ortsgemeinde Aach einschließlich des Ortsteils Hohensonne aufgeführt. In den Ortsteilen Neuhaus und Wehrborn sind keine Kulturdenkmäler ausgewiesen. Grundlage ist die Denkmalliste des Landes Rheinland-Pfalz (Stand: 8. Februar 2023).

## Einzeldenkmäler
| Bezeichnung                          | Lage                                                                     | Baujahr      | Beschreibung | Bild                           |
| ------------------------------------ | ------------------------------------------------------------------------ | ------------ | --- | ------------------------------ |
| Quereinhaus                          | Aach, Beßlicher Straße 10 Lage                                           | 1872         | Quereinhaus, bezeichnet 1872 | Fotos hochladen                |
| Wegekreuz                            | Aach, Brunnenstraße Lage                                                 | 1612         | Nischenkreuz, bezeichnet 1612 | Fotos hochladen                |
| Einhaus                              | Aach, Brunnenstraße 1 Lage                                               | 1777         | barockes Einhaus, 1777, Erneuerung 1809 | Fotos hochladen                |
| Quereinhaus                          | Aach, Brunnenstraße 3 Lage                                               | 1881         | Quereinhaus, bezeichnet 1881 | Fotos hochladen                |
| Quereinhaus                          | Aach, Neuhäuserstraße 1 Lage                                             | 1806         | ehemaliges Pfarrhaus; klassizistisches Quereinhaus, 1806, ummauerter Pfarrgarten | weitere Bilder Fotos hochladen |
| Katholische Pfarrkirche St. Hubertus | Aach, Neuhäuser Straße 4 Lage                                            | 1783         | Saalbau mit Querschiff, 1783, neugotische Erweiterung, 1895, Architekt Lamberty, Glockenturm 1962; zugehörig: Kirchhof und Vorplatz; Schaftkreuz, bezeichnet 1597; Grabkreuz, 19. Jahrhundert | weitere Bilder Fotos hochladen |
| Kriegerdenkmal                       | Aach, Neweler Straße Lage                                                | 1920er Jahre | Kriegerdenkmal 1914/18 und 1939/45; Rotsandsteinpfeiler, 1920er Jahre, Erweiterung nach 1945                                                                                                  | weitere Bilder Fotos hochladen |
| Synagoge                             | Aach, Neweler Straße 2 Lage                                              | 1859         | ehemalige Synagoge; neuromanischer Saalbau, 1859 | weitere Bilder Fotos hochladen |
| Hofanlage                            | Aach, Trierer Straße 14 Lage                                             | 1783         | spätbarocker Winkelhof, 1783, Umbau 1827 | BW                             |
| Hofanlage                            | Aach, Trierer Straße 25 Lage                                             | 1752         | ehemaliges Hofgut von St. Irminen; barocker Parallelhof, bezeichnet 1752 | weitere Bilder Fotos hochladen |
| Wegekreuz                            | Aach, nördlich des Ortes an der L 43, nahe dem alten Kirchhof Lage       | 1893         | Pfeilerkreuz, bezeichnet 1893 | Fotos hochladen                |
| Jubiläumskreuz                       | Aach, südöstlich des Ortes an der L 44 neben dem jüdischen Friedhof Lage | 1826         | Schaftkreuz, bezeichnet 1826 | Fotos hochladen                |
| Wegekreuz                            | Aach, südöstlich des Ortes an einem Parallelweg zur L 44 Lage            | 1824         | Schaftkreuz, bezeichnet 1824 | Fotos hochladen                |
| Wegekreuz                            | Aach, südöstlich des Ortes am Parallelweg zur L 44 Lage                  | 1894         | Nischenkreuz, bezeichnet 1894 | Fotos hochladen                |
| Katholische Filialkirche St. Maria   | Hohensonne, Kapellenstraße 1 Lage                                        | 1899         | zweiachsiger Saalbau mit Dachreiter, neugotische Motive, 1899 | weitere Bilder Fotos hochladen |